# Mathieu Bodmer
Pour les articles homonymes, voir Bodmer.
Mathieu Bodmer, né le 22 novembre 1982 à Évreux, est un footballeur français qui a évolué au poste de milieu de terrain ou de défenseur central.
Formé au SM Caen, Bodmer a ensuite été transféré au Lille OSC, à l'Olympique lyonnais avant de rejoindre le Paris Saint-Germain où il sera prêté six mois à l'AS Saint-Étienne avant de revenir dans la capitale. Le 10 septembre 2013, il signe à l'OGC Nice. Il mettra fin à sa carrière de joueur en 2020, après trois dernières saisons à l'Amiens SC. 
En juin 2009, il prend la présidence de l'Évreux football club 27. Au mois d'avril 2012, il reçoit le prix « Engagement social et citoyen du joueur professionnel », décerné par la Fondation du Football, pour son engagement au quotidien en tant que Président bénévole. En mars 2013, il renonce au poste.
En 2022, il est nommé directeur sportif du Havre AC.

## Biographie

### Enfance et formation normande
Né à Évreux dans l'Eure, en France, Mathieu Bodmer commence le football à l'Amicale laïque de la Madeleine d'Évreux football, club d'un quartier populaire de sa ville natale Évreux, La Madeleine. Il joue notamment avec Bernard Mendy, futur joueur professionnel aussi.
À seize ans, Mathieu Bodmer séduit le Paris Saint-Germain, où son père a failli signer professionnel. Mais ses parents souhaitent privilégier sa scolarité et le Stade Malherbe de Caen présente davantage de garanties (il obtient plus tard son Bac STT). Il fait alors partie des six joueurs d'Évreux à jouer dans l'équipe moins de 17 ans du SMC. L'équipe perd en finale de play-off contre l'Olympique lyonnais. Le groupe s'éparpille alors dans divers autres clubs. En dépit d'offres du Real Madrid et de l'Inter Milan, Mathieu poursuit sur sa lancée et signe professionnel à Caen à 17 ans.

### Débuts professionnels au SM Caen (2000-2003)
Formé au SM Caen, qui l'a fait venir d'Évreux à 14 ans, Bodmer fait ses débuts en équipe première à 17 ans alors qu'il vient de signer son premier contrat professionnel. Profitant de la blessure de Frédérik Viseux, il évolue d'abord comme latéral droit, puis passe progressivement au milieu de terrain où il peut exploiter ses excellentes qualités techniques. Il confirme l'année suivante, au cours de laquelle il inscrit ses deux premiers buts, et porte même le brassard de capitaine en fin de saison. En 2002, alors qu'il est sélectionné en équipe de France espoirs (il joue en août contre l'Islande) son contrat est revalorisé, et le nouvel entraîneur caennais Patrick Remy compte sur lui pour retrouver la D1.
Mais les résultats de la première partie de saison sont très décevants, et Bodmer se trouve écarté par Remy qui lui reproche sa nonchalance et son manque de combativité. Cantonné au CFA avec l'équipe réserve, il rachète lui-même son contrat avec le club normand pour pouvoir changer de club en fin de saison.

### Révélation à Lille (2003-2007)
Impressionnant au SM Caen, Mathieu Bodmer est repéré par Jean-Luc Buisine qui le recrute en 2003 à Lille OSC. Positionné au milieu de terrain par Claude Puel, il devient au fur et à mesure le dépositaire du jeu Lillois, en formant avec Jean II Makoun et Stéphane Dumont un milieu de terrain solide et complémentaire, dans lequel il apporte sa touche technique et sa vision du jeu.
Pour son premier trophée, il remporte la Coupe Intertoto 2004 face à UD Leiria.
Joueur indiscutable, Il finira sur la deuxième marche du podium lors de la saison 2004-2005.
La saison suivante, il découvre pour la première fois la Ligue des Champions. Troisième lors des matchs de poules, son équipe est renversé en Coupe de l'UEFA. Le club est éliminé en huitième de finale face au futur vainqueur, le FC Séville. Bodmer finira 3e du championnat de France en 2006.
Qualifié en Ligue des Champions en 2006-2007, Lille se heurte au grand d'Europe Manchester United en huitième de finale. Lille encaisse un but au match aller comme en retour et se fait donc éliminer. Très bon lors de sa dernière saison à Lille, il se fait remarquer par plusieurs grands clubs lors des matchs face au Milan AC ou l'Olympique de Marseille. Bodmer se classe dixième lors du championnat de France en 2007.

### Passage à Lyon (2007-2010)
À la fin de la saison 2006-2007, Bodmer, un temps pisté par le PSG, signe finalement un contrat de quatre ans avec l'Olympique lyonnais. Son transfert pour l'OL est officialisé le samedi 16 juin 2007, pour un montant de 6,5 millions d'euros.
Pour la première fois, à l'automne 2007, il fait partie de la pré-sélection de l'équipe de France de football. Bodmer inscrit son tout premier doublé en championnat le 9 février 2008 lors de la réception de Sochaux à Gerland (victoire 4-1 de l'OL). 
Son deuxième doublé a lieu un mois plus tard, jour pour jour, lors de la venue de Bordeaux (victoire 4-2 de l'OL). Lors de ce même match, Bodmer est l'auteur d'un but somptueux. A la réception d'une longue passe, il contrôle de la poitrine, effectue un coup du sombrero sur Souleymane Diawara et amortit de nouveau de la poitrine avant de fusiller Ulrich Ramé. L'ancien milieu de terrain de l'Olympique de Marseille Franck Sauzée, commentant le match pour Canal+, loue la technique et l'élégance du joueur lyonnais.
En mars 2008, il est convoqué pour la première fois en équipe de France par le sélectionneur Raymond Domenech. Il joue finalement avec l'équipe de France A’ lors du match contre le Mali. Il dispute le match entier qui se termine par la victoire des Français (3-2).
La saison 2008-2009 est difficile pour lui, puisque victime d'une pubalgie, il est éloigné des terrains durant plusieurs mois. Durant la saison il est peu utilisé par Claude Puel, son ancien entraîneur à Lille, qui accorde plutôt sa confiance à Juninho, Makoun et Toulalan au milieu. Il est également barré en défense centrale, poste qu'il connaît, par les expérimentés Cris, Boumsong et Mensah. Au terme de la saison, après s'être résolu à rester à l'OL, il décide conjointement avec Claude Puel, l'entraîneur qui l'avait pourtant lancé au milieu de terrain au LOSC, de se stabiliser comme titulaire au poste de défenseur central aux côtés de Cris. Malgré un début de saison intéressant, qui le voit même marquer lors de la première journée de Ligue 1, il joue finalement très peu de matchs lors de la saison à cause de blessures répétées.

### Au Paris SG jusqu'à QSI (2010-2013)

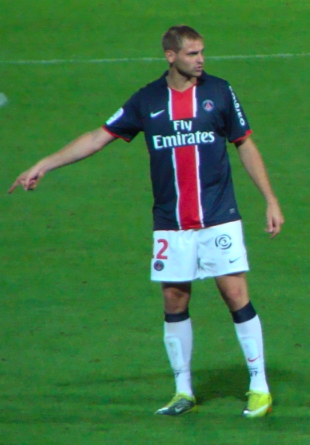
Bodmer au PSG

Le 2 juillet 2010, Mathieu Bodmer s'engage avec le Paris Saint-Germain pour trois ans, soit jusqu'en juin 2013. La somme du transfert avoisinerait 3,5 millions d'euros, il rejoint ainsi le club qu'il soutenait durant sa jeunesse,.
Ironie du sort, c'est contre son ancien club, l'Olympique lyonnais qu'il marque son premier but sous les couleurs parisiennes, en 8e de finale de la Coupe de la Ligue 2010. Utilisé fréquemment par Antoine Kombouaré à son poste préféré de milieu offensif, Bodmer justifie la confiance de son entraîneur en inscrivant 10 buts en 42 rencontres, toutes compétitions confondues. Pour la première fois depuis la saison 2007-2008, celle de ses débuts à Lyon, il réussit à effectuer plus de 25 apparitions en matchs de championnat. Son but contre Saint-Étienne le 21 décembre 2011 permet au Paris Saint-Germain d'être sacré champion d'automne. Pour son premier match à la tête du club face à Locminé en Coupe de France, Carlo Ancelotti lui confie le brassard de capitaine à la suite du remplacement de Mamadou Sakho.
Toutefois, l'effectif parisien étant très riche au milieu de terrain, il ne fait que quatre apparitions en championnat durant la première moitié de la saison 2012-2013. Il demande à retrouver du temps de jeu et se voit prêté à l'AS Saint-Étienne, sans option d'achat. Il y retrouve comme entraineur Christophe Galtier qu'il a côtoyé à l'Olympique lyonnais, où ce dernier était l'adjoint d'Alain Perrin et son ancien coéquipier parisien Jérémy Clément.
Le 9 février 2013, pour son premier match, Bodmer marque son premier but sous les couleurs de Saint-Étienne, pour une victoire 4-1 sur Montpellier. La suite est moins fructueuse, malgré 16 matchs, dont 14 en championnat, et deux buts. Il reste notamment sur le banc lors de la victoire de son équipe en finale de la Coupe de la Ligue. L'ASSE ne fait pas de démarche pour le conserver en fin de saison. Le joueur retourne dans la capitale où le nouvel entraîneur Laurent Blanc ne le retient pas.

### Relance à l'OGC Nice (2013-2017)
Lors du dernier jour du mercato de l'été 2013, le 2 septembre, Mathieu Bodmer est sur le point de signer à l'OGC Nice, mais les deux parties ne parviennent pas un accord. Les négociations se poursuivent cependant et le joueur signe finalement un contrat le 10 septembre 2013, en qualité de joker.
Il forme une charnière centrale extrêmement solide avec Nemanja Pejčinović, l'OGC Nice encaissant nettement moins de buts lorsqu'il est sur le terrain. Pilier de la défense niçoise, il prolonge le 30 octobre 2014 pour 2 années supplémentaires (jusqu'en 2017). À partir de la saison 2015-2016 et le départ de Didier Digard, il est capitaine de l'équipe.

### Passage à Guingamp (2017)
En manque de temps de jeu, il résilie son contrat avec Nice le 9 janvier 2017, six mois avant son terme, avant de s'engager avec l'En Avant de Guingamp deux semaines plus tard dans le cadre d'un contrat de six mois ; il y retrouve notamment son ancien entraîneur du Paris Saint-Germain Antoine Kombouaré.

### Dernière aventure à Amiens (2017-2020)
Laissé libre par Guingamp, Mathieu Bodmer s'engage le 23 juin 2017 pour trois ans avec le Amiens Sporting Club, fraîchement promu en Ligue 1. Pour sa première saison sous les ordres de Christophe Pélissier, il commence les trois premières journées en tant que titulaire en défense centrale, mais à la suite d'une blessure au mollet, il ne joue finalement que très peu. Il retrouve les terrains en janvier et prend un rôle de remplaçant jusqu'en fin de saison, ne totalisant que 153 minutes de jeu en 2018. Il marque tout de même lors de la 22e journée contre Guingamp (victoire 3-1).
Ayant obtenu son maintien en Ligue 1, Bodmer recommence la saison 2018-2019 dans la peau d'un remplaçant. Il est titularisé pour la première fois de la 5e journée contre Lille (défaite 2-3). Le 27 octobre 2018 il marque contre Nantes, mais ne peut éviter la défaite 1-2 face aux "Canaris", emmenés par Vahid Halilhodžić.
Le 23 juin 2020, après que le championnat a été arrêté pour cause de pandémie de Covid-19 et Amiens relégué en Ligue 2, Mathieu Bodmer met un terme à sa carrière de joueur.

### Reconversion
Il annonce sa retraite le 23 juin 2020, à 37 ans. Il est durant la saison 2021-2022 consultant Ligue 1 pour la chaîne Amazon Prime Video. Dans le même temps, il officie régulièrement, toujours comme consultant, dans l'émission Rothen s'enflamme sur RMC présentée par Jérôme Rothen.
Le 20 juin 2022, il est nommé directeur sportif du Havre AC,. Le club est promu en Ligue 1 en 2023-2024 ce qui amène Bodmer à arrêter ses activités de consultant.
Le 3 avril 2024, il prolonge son contrat de directeur sportif avec le club normand, jusqu'en 2027.

## Style de jeu
Arrière central de formation, Mathieu Bodmer est capable de jouer en soutien des attaquants comme en milieu défensif et offre de nombreuses solutions à ses entraîneurs. Il acquiert sa bonne technique de balle dès son plus jeune âge dans le quartier de la Madeleine à Évreux. De par ses qualités techniques, il affirme néanmoins préférer évoluer à ce dernier, derrière l'attaquant. Claude Puel préférant mettre en avant le talent offensif de ce joueur, l'utilisait comme milieu offensif et meneur de jeu au Lille OSC car il bénéficie d'une bonne frappe et d'une excellente vision du jeu. 

## Statistiques
| Saison                | Club                    | Championnat           | Championnat | Championnat | Coupe nationale | Coupe nationale | Coupe de la Ligue | Coupe de la Ligue | Supercoupe | Supercoupe | Compétition(s) continentale(s) | Compétition(s) continentale(s) | Compétition(s) continentale(s) | Total | Total |
| Saison                | Club                    | Division              | M.          | B.          | M.              | B.              | M.                | B.                | M.         | B.         | Comp.                          | M.                             | B.                             | M.    | B.    |
| 2000-2001             | SM Caen                 | Division 2            | 25          | 0           | 1               | 0               | -                 | -                 | -          | -          | -                              | -                              | -                              | 26    | 0     |
| 2001-2002             | SM Caen                 | Division 2            | 29          | 2           | 1               | 1               | 1                 | 0                 | -          | -          | -                              | -                              | -                              | 31    | 3     |
| 2002-2003             | SM Caen                 | Ligue 2               | 26          | 2           | 1               | 0               | -                 | -                 | -          | -          | -                              | -                              | -                              | 27    | 2     |
| Sous-total            | Sous-total              | Sous-total            | 80          | 4           | 3               | 1               | 1                 | 0                 | -          | -          | -                              | -                              | -                              | 84    | 5     |
| 2003-2004             | Lille OSC               | Ligue 1               | 33          | 2           | 1               | 0               | 2                 | 0                 | -          | -          | -                              | -                              | -                              | 36    | 2     |
| 2004-2005             | Lille OSC               | Ligue 1               | 35          | 4           | 2               | 1               | 1                 | 0                 | -          | -          | CI+C3                          | 5+10                           | 0+1                            | 53    | 6     |
| 2005-2006             | Lille OSC               | Ligue 1               | 35          | 4           | 4               | 0               | 1                 | 0                 | -          | -          | C1+C3                          | 6+4                            | 0+1                            | 50    | 5     |
| 2006-2007             | Lille OSC               | Ligue 1               | 32          | 8           | 2               | 1               | 1                 | 0                 | -          | -          | C1                             | 7                              | 0                              | 42    | 9     |
| Sous-total            | Sous-total              | Sous-total            | 135         | 18          | 9               | 2               | 5                 | 0                 | -          | -          | -                              | 32                             | 2                              | 181   | 22    |
| 2007-2008             | Olympique lyonnais      | Ligue 1               | 37          | 6           | 6               | 0               | 2                 | 1                 | 1          | 0          | C1                             | 5                              | 0                              | 51    | 7     |
| 2008-2009             | Olympique lyonnais      | Ligue 1               | 17          | 0           | -               | -               | -                 | -                 | 1          | 0          | C1                             | 3                              | 0                              | 21    | 0     |
| 2009-2010             | Olympique lyonnais      | Ligue 1               | 14          | 1           | 1               | 0               | -                 | -                 | -          | -          | C1                             | 4                              | 0                              | 19    | 1     |
| Sous-total            | Sous-total              | Sous-total            | 68          | 7           | 7               | 0               | 2                 | 1                 | 2          | 0          | -                              | 12                             | 0                              | 91    | 8     |
| 2010-2011             | Paris SG                | Ligue 1               | 28          | 5           | 4               | 2               | 1                 | 1                 | 1          | 0          | C3                             | 8                              | 2                              | 42    | 10    |
| 2011-2012             | Paris SG                | Ligue 1               | 31          | 1           | 3               | 0               | 1                 | 0                 | -          | -          | C3                             | 7                              | 2                              | 42    | 3     |
| 2012-2013             | Paris SG                | Ligue 1               | 4           | 0           | 1               | 0               | 1                 | 0                 | -          | -          | C1                             | 1                              | 0                              | 7     | 0     |
| 2012-2013             | AS Saint-Étienne (prêt) | Ligue 1               | 14          | 2           | 2               | 0               | -                 | -                 | -          | -          | -                              | -                              | -                              | 16    | 2     |
| Sous-total            | Sous-total              | Sous-total            | 77          | 8           | 10              | 2               | 3                 | 1                 | 1          | 0          | -                              | 16                             | 4                              | 107   | 15    |
| 2013-2014             | OGC Nice                | Ligue 1               | 27          | 2           | 1               | 0               | 1                 | 0                 | -          | -          | -                              | -                              | -                              | 29    | 2     |
| 2014-2015             | OGC Nice                | Ligue 1               | 22          | 2           | 1               | 0               | 1                 | 0                 | -          | -          | -                              | -                              | -                              | 24    | 2     |
| 2015-2016             | OGC Nice                | Ligue 1               | 19          | 1           | 1               | 0               | 1                 | 0                 | -          | -          | -                              | -                              | -                              | 21    | 1     |
| 2016-2017             | OGC Nice                | Ligue 1               | 12          | 0           | -               | -               | 1                 | 0                 | -          | -          | C3                             | 4                              | 0                              | 17    | 0     |
| Sous-total            | Sous-total              | Sous-total            | 80          | 5           | 3               | 0               | 4                 | 0                 | -          | -          | -                              | 4                              | 0                              | 91    | 5     |
| 2016-2017             | EA Guingamp             | Ligue 1               | 10          | 0           | 3               | 1               | -                 | -                 | -          | -          | -                              | -                              | -                              | 13    | 1     |
| Sous-total            | Sous-total              | Sous-total            | 10          | 0           | 3               | 1               | -                 | -                 | -          | -          | -                              | -                              | -                              | 13    | 1     |
| 2017-2018             | Amiens SC               | Ligue 1               | 13          | 1           | 1               | 0               | -                 | -                 | -          | -          | -                              | -                              | -                              | 14    | 1     |
| 2018-2019             | Amiens SC               | Ligue 1               | 26          | 1           | 2               | 0               | 1                 | 0                 | -          | -          | -                              | -                              | -                              | 29    | 1     |
| 2019-2020             | Amiens SC               | Ligue 1               | 9           | 1           | -               | -               | 1                 | 0                 | -          | -          | -                              | -                              | -                              | 10    | 1     |
| Sous-total            | Sous-total              | Sous-total            | 48          | 3           | 3               | 0               | 2                 | 0                 | -          | -          | -                              | -                              | -                              | 53    | 3     |
| Total sur la carrière | Total sur la carrière   | Total sur la carrière | 498         | 43          | 38              | 6               | 17                | 2                 | 3          | 0          | -                              | 64                             | 6                              | 620   | 57    |

## Palmarès
Lille OSC
- Vainqueur de la Coupe Intertoto en 2004
- Vice-champion de France en 2005

Olympique lyonnais
- Champion de France en 2008
- Vainqueur de la Coupe de France en 2008
- Vainqueur du Trophée des champions en 2007
- Finaliste du Trophée des champions en 2008

Paris Saint-Germain
- Champion de France en 2013
- Vice-champion de France en 2012
- Finaliste de la Coupe de France en 2011
- Finaliste du Trophée des champions en 2010

AS Saint-Étienne
- Vainqueur de la Coupe de la Ligue en 2013

## Hommage
Depuis 2020, le stade de son club formateur de sa ville natale, Évreux Football Club 27, porte son nom, Stade Mathieu Bodmer.